# (9040) Flacourtia
(9040) Flacourtia est un astéroïde de la ceinture principale.

## Description
(9040) Flacourtia est un astéroïde de la ceinture principale. Il fut découvert le 18 janvier 1991 à l'observatoire de Haute-Provence par Eric Walter Elst. Il présente une orbite caractérisée par un demi-grand axe de 3,07 UA, une excentricité de 0,13 et une inclinaison de 0,6° par rapport à l'écliptique.

## Compléments